# 자기 확장 모델
자기 확장 모델(Self-expansion model)은 두 가지 핵심 원칙을 기반으로한다. 첫 번째는 인간이 자기 확장에 대한 주된 동기를 가지고 있다는 것이다. 두 번째 원칙은 개인이 다른 사람을 자기 안에 포함시킬 수있는 가까운 관계 즉 친밀감을 통해 종종 자기 확장을 달성한다는 것이다.

## 같이 보기
- 아서 아론
- 애착